# Bauerngraben (Neue Luppe)
Der Bauerngraben ist ein linker Zufluss der Neuen Luppe. Er fließt ausschließlich auf Leipziger Stadtgebiet und ist wasserrechtlich ein Gewässer II. Ordnung.
Der Bauerngraben entspringt in Lindenau in einer Kleingartenanlage nahe der Rietschelstraße und wird aus mehreren unterirdischen Straßenabläufen gespeist. Er verläuft anfangs nach Norden, bekommt an der Gustav-Esche-Straße in Leutzsch etwa 0,2 m³/s Wasser aus dem Burgauenbach zugeführt und ändert daraufhin seine Fließrichtung auf Nordwesten. Diese behält der Bauerngraben bei, bis er nördlich des Alfred-Kunze-Sportparks das ehemalige Flussbett der Luppe erreicht, welches er auf etwa 450 Metern Länge durchfließt.
Anschließend teilt sich der Bauerngraben in zwei Arme auf. Während die hier beginnende Alte Luppe weiter dem ehemaligen Bett der Luppe folgt, zweigt der Bauerngraben rechtsseitig nach Norden ab und fließt nach der Unterquerung des Burgauenbaches nordwestlich durch die Burgaue. Etwa 200 Meter vor seiner Mündung in die Neue Luppe nimmt der Bauerngraben den Burgauenbach auf, obwohl dieser hier einen wesentlich größeren Abfluss hat. 
Vor dem Bau der Neuen Luppe in den 1930er Jahren mündete der Bauerngraben in das Hundewasser, das ein ehemaliger Nebenarm der Weißen Elster ist. Er floss ausschließlich rechtsseitig der Luppe und war damit wesentlich kürzer als heute. Sein Oberlauf wurde nicht als Bauerngraben bezeichnet und mündete separat etwa im Bereich der heutigen Verzweigung in die Luppe.